# Eustahijeva cijev
Eustachijeva cijev (tuba pharyngotympanica, tuba auditiva) cijev je koja spaja ždrijelo sa srednjim uhom. Naziv je dobila prema Eustachiju, anatomu iz 16. stoljeća. Kod odraslih ljudi duga je otprilike 35 mm.

## Smještaj
Cijev se proteže od prednjeg zida srednjeg uha do lateralnog zida nasopharynxa, približno do razine donje nosne školjke.
Dio cijevi (otprilike jedna trećina) koji je bliži uhu načinjen je od kosti, dok je ostatak načinjen od hrskavice.

## Funkcija

### Izjednačavanje tlakova
Uobičajeno je tuba zatvorena, ali se može otvoriti kako bi propustila manju količinu zraka te time izjednačila tlak u srednjem uhu i atmosferski tlak. Zijevanjem i gutanjem dolazi do pomicanja mišićâ vrata, što otvara tubu. 
Neki ljudi mogu voljno aktivirati te mišiće (kao što i neki ljudi mogu micati ušima).

### Odvodnja iscjetka
Tuba odvodi tekućinu nastalu u srednjem uhu. Opstrukcija Eustachijeve tube izvana može zatvoriti njezin lumen, što sprečava odvodnju iscjetka i kao posljedica se može razviti upala srednjeg uha. 
Kod male djece tuba se nalazi vodoravnije, što otežava otjecanje iscjetka te su zbog toga upale srednjeg uha kod male djece češće.

## Utvrđivanje prohodnosti tube

### Valsalvin pokus
Ispitanik zatvori nos i usta. Udahnuti zrak pokuša ispuhati kroz nos. Ako je cijev prohodna, ispitanik će osjetiti punoću u uhu. Gutanjem taj osjećaj nestaje.

### Toynbeejev pokus
Ispitanik zatvori nos i usta. Zatim počne gutati, što će uzrokovati uvlačenje bubnjića. Pojavu može utvrditi liječnik gledanjem bubnjića otoskopom.